# Гексамедьнеодим
Гексамедьнеодим — бинарное неорганическое соединение
неодима и меди
с формулой Cu6Nd,
кристаллы.

## Получение
- Сплавление стехиометрических количеств чистых веществ:

{\displaystyle {\mathsf {Nd+6Cu\ {\xrightarrow {910^{o}C}}\ Cu_{6}Nd}}}

## Физические свойства
Гексамедьнеодим образует кристаллы
ромбической сингонии,
пространственная группа P mma,
параметры ячейки a = 0,8064 нм, b = 0,5058 нм, c = 1,0113 нм, Z = 4,
структура типа гексамедьцерия CeCu6
.
Соединение конгруэнтно плавится при температуре 910°С .
При температуре 6,1 К в соединении происходит антиферромагнитный переход .